# 丁威仁
丁威仁（1974年—），出生於基隆，詩人、學者，曾任逢甲、東海大學中文系兼任助理教授，現任國立清華大學華文文學研究所教授兼所長。 2005年以〈明洪武、建文時期地域詩學研究〉獲東海大學中文所博士學位。 曾為創世紀詩社與笠詩社同仁。

## 著作

### 詩集
- 1998《末日新世紀》（台北：文史哲）
- 2010《新特洛伊。NEW TROY。行星史誌》（台北：角立）
- 2012《流光季節》（台北：釀出版）
- 2012《實驗的日常》（台中：台中市政府文化局）
- 2014《小詩一百首》（台北：要有光）
- 2017《走詩高雄》（新北：島讀文化學社，2015高雄市文化局書寫高雄創作計劃補助）
- 2018《走詩貓裏》（苗栗：苗栗縣文化局，苗栗縣文學家作品集補助出版）
- 2021《編年臺北》（新北：允晨，第十九屆「台北文學年金」入圍，國藝會補助出版）

### 論述
- 2008《明洪武、建文時期地域詩學研究》（台北：花木蘭）
- 2008《戰後台灣現代詩史論》（台北：印書小舖）
- 2011《三國時期魏地文士「惜時生命觀」研究》（台北：花木蘭）
- 2012《戰後台灣現代詩的演變與特質（1949-2010）》（台北：新銳文創）
- 2014《輕鬆讀文學史【現代篇】》（台北：正中書局）
- 2016《明代前期《詩經》學的詩學詮釋》（新北：島讀文化學社）

## 獲獎[4]
- 1995第十四屆全國學生文學獎新詩組佳作〈虫部的輪迴五題〉
- 1996全國優秀青年詩人獎
- 2001教育部文藝創作獎新詩組第一名〈無調性的戰爭格律〉
- 2003第七屆菊島文學獎新詩組佳作〈祖靈回憶誌〉
- 2004新竹縣吳濁流文藝獎新詩組參獎〈鐵道竹塹〉
- 2004創世紀詩社五十週年詩創作獎〈聖殿——獻給島嶼內所有無夢的民眾〉
- 2004教育部文藝創作獎新詩組佳作〈今晚，我們的基因碰撞—致墨西哥女畫家芙烈達・卡蘿〉
- 2004第七屆苗栗夢花文學獎新詩組優等〈貓裡蝶譜〉
- 2005第八屆苗栗夢花文學獎新詩組佳作〈貓裏植物誌〉
- 2005文建會「尋找心目中的聖山」新詩組第二名
- 2005第二十七屆聯合報文學獎新詩組評審獎〈德布西變奏——致安地斯區難民〉
- 2007第二十九屆聯合報文學獎新詩組評審獎〈罌粟的真理〉
- 2008第十二屆菊島文學獎新詩組佳作〈菊島行旅〉
- 2008花蓮文學獎新詩組佳作〈河階的想像〉
- 2008第四屆台北縣文學獎新詩組佳作〈誰說，書屋只能汲古〉
- 2009花蓮文學獎新詩組優選〈家後－致河岸山脈與妻〉
- 2009第五屆台北縣文學獎新詩組佳作〈南音的閣樓──向郭秋生致敬〉
- 2010第三十二屆聯合報文學獎新詩組佳作〈字音的流沙〉
- 2010竹塹文學獎新詩組佳作〈四月望雨——為紀念「台灣歌謠之父」鄧雨賢而作〉
- 2011打狗鳳邑文學獎新詩類首獎〈號誌的日常——兼致鳳邑的眷村〉
- 2011馬祖文學獎新詩組佳作〈列嶼的日常──兼致父親〉
- 2013桐花文學獎佳作〈白色風鈴—致我遺失的字音〉
- 2014打狗鳳邑文學獎優選〈我們說好不哭──災後於左營眷村訪友〉
- 2014第六屆桃城文學獎現代詩組優選〈悲歡八掌溪〉
- 2014竹塹文學獎現代詩組第三名〈時間的號誌——至所有離鄉打拚的你們〉
- 2014大武山文學獎現代詩組佳作〈一首鵝鑾鼻燈塔發給福爾摩沙國民詩函〉
- 2015苗栗縣第18屆夢花文學獎新詩佳作〈通霄的拳法〉
- 2015新竹縣吳濁流文藝獎新詩組參獎〈風景〉
- 2015南投縣玉山文學獎新詩組優選〈一首玉山發給福爾摩沙的詩函〉
- 2016馬祖文學獎現代詩組首獎〈戰備的書香——寫給刺鳥書店兼致主人曹以雄〉
- 2016打狗鳳邑文學獎現代詩組首獎〈瓦窯的剪影〉
- 2017彰化磺溪文學獎新詩組優選〈離開〉
- 2017台中文學獎現代詩組佳作〈革命的教科書〉
- 2018磺溪文學獎新詩組優選〈時間的封條——致杉行街與書集喜室〉
- 2018玉山文學獎新詩組首獎〈重生的福音——寫在埔里桃米生態村與紙教堂〉
- 2019苗栗夢花文學獎新詩組佳作〈豆腐存有論——寫在泰安洗水坑豆腐街〉
- 2019磺溪文學獎新詩組磺溪獎〈荊棘知道〉
- 2019南投縣玉山文學獎新詩組優選〈中寮的樂府〉
- 2019新北市文學獎散文組優選〈引體向上〉
- 2019星雲文學獎人間禪詩組佳作〈口業的苦楚〉
- 2019嘉義桃城文學獎現代詩組佳作〈傷痕的戀曲〉
- 2019屏東大武山文學獎佳作〈珊瑚賦——寫在後壁湖兼致你〉
- 2020教育部文藝創作獎新詩組佳作〈這些年。那些年〉